# Parthenay (quận)
Quận Parthenay là một quận của Pháp, nằm ở tỉnh Deux-Sèvres, trong vùng Nouvelle-Aquitaine. Quận này có 8 tổng và 77 xã.

## Các đơn vị hành chính

### Các tổng
Các tổng của quận Parthenay là: 
1. Airvault
2. Mazières-en-Gâtine
3. Ménigoute
4. Moncoutant
5. Parthenay
6. Saint-Loup-Lamairé
7. Secondigny
8. Thénezay

### Các xã
Các xã của quận Parthenay, và mã INSEE là: 
| 1. Adilly (79002)                     | 2. Airvault (79005)                   | 3. Allonne (79007)                         | 4. Amailloux (79008)             |
| 5. Assais-les-Jumeaux (79016)         | 6. Aubigny (79019)                    | 7. Availles-Thouarsais (79022)             | 8. Azay-sur-Thouet (79025)       |
| 9. Beaulieu-sous-Parthenay (79029)    | 10. Boussais (79047)                  | 11. Chantecorps (79068)                    | 12. Chanteloup (79069)           |
| 13. Châtillon-sur-Thouet (79080)      | 14. Clavé (79092)                     | 15. Clessé (79094)                         | 16. Coutières (79105)            |
| 17. Doux (79108)                      | 18. Fomperron (79121)                 | 19. Fénery (79118)                         | 20. Gourgé (79135)               |
| 21. Irais (79141)                     | 22. L'Absie (79001)                   | 23. La Boissière-en-Gâtine (79040)         | 24. La Chapelle-Bertrand (79071) |
| 25. La Chapelle-Saint-Laurent (79076) | 26. La Chapelle-Saint-Étienne (79075) | 27. La Ferrière-en-Parthenay (79120)       | 28. La Peyratte (79208)          |
| 29. Lageon (79145)                    | 30. Largeasse (79147)                 | 31. Le Breuil-Bernard (79051)              | 32. Le Chillou (79089)           |
| 33. Le Retail (79226)                 | 34. Le Tallud (79322)                 | 35. Les Forges (79124)                     | 36. Les Groseillers (79139)      |
| 37. Lhoumois (79149)                  | 38. Louin (79156)                     | 39. Maisontiers (79165)                    | 40. Marnes (79167)               |
| 41. Mazières-en-Gâtine (79172)        | 42. Moncoutant (79179)                | 43. Moutiers-sous-Chantemerle (79188)      | 44. Ménigoute (79176)            |
| 45. Neuvy-Bouin (79190)               | 46. Oroux (79197)                     | 47. Parthenay (79202)                      | 48. Pompaire (79213)             |
| 49. Pougne-Hérisson (79215)           | 50. Pressigny (79218)                 | 51. Pugny (79222)                          | 52. Reffannes (79225)            |
| 53. Saint-Aubin-le-Cloud (79239)      | 54. Saint-Georges-de-Noisné (79253)   | 55. Saint-Germain-de-Longue-Chaume (79255) | 56. Saint-Germier (79256)        |
| 57. Saint-Généroux (79252)            | 58. Saint-Jouin-de-Marnes (79260)     | 59. Saint-Lin (79267)                      | 60. Saint-Loup-Lamairé (79268)   |
| 61. Saint-Marc-la-Lande (79271)       | 62. Saint-Martin-du-Fouilloux (79278) | 63. Saint-Pardoux (79285)                  | 64. Saint-Paul-en-Gâtine (79286) |
| 65. Saurais (79306)                   | 66. Secondigny (79311)                | 67. Soutiers (79318)                       | 68. Tessonnière (79325)          |
| 69. Thénezay (79326)                  | 70. Trayes (79332)                    | 71. Vasles (79339)                         | 72. Vausseroux (79340)           |
| 73. Vautebis (79341)                  | 74. Vernoux-en-Gâtine (79342)         | 75. Verruyes (79345)                       | 76. Viennay (79347)              |
| 77. Vouhé (79354)                     |                                       |                                            |                                  |